# Dexiosoma partita
Dexiosoma partita är en tvåvingeart som först beskrevs av Jacques-Marie-Frangile Bigot 1889.  Dexiosoma partita ingår i släktet Dexiosoma och familjen parasitflugor. Inga underarter finns listade i Catalogue of Life.